# Dalma Rushdi Malhas
Dalma Rushdi Malhas (* 1992 in Ohio, Vereinigte Staaten) ist eine saudi-arabische Springreiterin. Sie nahm als erste Frau aus Saudi-Arabien an den Olympischen Jugend-Sommerspielen 2010 in Singapur teil. Beim Einzelspringen konnte sie die Bronzemedaille gewinnen, die einzige Medaille Saudi-Arabiens bei diesen Spielen.

## Leben
Dalma Rushdi Malhas wurde 1992 im Bundesstaat Ohio der Vereinigten Staaten geboren. Sie ist palästinensischer Abstammung, hat aber die saudi-arabische Staatsbürgerschaft. Neben ihrer Muttersprache Arabisch spricht sie auch Englisch, Italienisch und Französisch. Malhas ist die Enkelin des palästinensischen Autors Rušdī aṣ-Ṣāliḥ Malḥas.
Im Alter von vier Jahren begann sie mit dem Reiten. Als Zwölfjährige nahm sie unter Aufsicht von Duccio Bartalucc an mehreren internationalen Wettkämpfen in Rom teil. Bartalucc ist ein ehemaliger Trainer des italienischen Springreiter-Teams bei Olympischen Spielen. Danach ging sie nach Frankreich und trainierte am Forsan Equestrian Centre in Chantilly.
Ihre Erfolge bei mehreren internationalen Wettkämpfen erregten die Aufmerksamkeit des Internationalen Olympischen Komitees (IOC). Dieses hatte seinen Mitgliedsländern eine verpflichtende Quote von zumindest einer weiblichen Athletin auferlegt, um als Nation an Olympischen Spielen teilnehmen zu dürfen. Sie wurde daher vom IOC eingeladen, Saudi-Arabien bei den Olympischen Jugend-Sommerspielen 2010 zu repräsentieren. Obwohl sie über die Staatsbürgerschaft hinaus keine besonders enge Beziehung zu dem Land hatte, nahm sie diese Einladung an.
Malhas wurde auch für die Olympischen Sommerspiele 2012 in London nominiert. Es wäre die erste Teilnahme einer Saudi-Arabien repräsentierenden Frau bei Olympischen Spielen gewesen. Aufgrund einer Verletzung ihres Pferdes konnte sie jedoch die Qualifikationskriterien der International Equestrian Federation nicht rechtzeitig erfüllen und nahm daher nicht an den Spielen teil.